# Sent Seuve
Sent Seuve (en francès Saint-Selve) és un municipi francès situat al departament de la Gironda i a la regió de la Nova Aquitània.

## Demografia
| 1962                                       | 1968 | 1975 | 1982 | 1990  | 1999  | 2007  |
| ------------------------------------------ | ---- | ---- | ---- | ----- | ----- | ----- |
| 661                                        | 717  | 789  | 969  | 1.324 | 1.632 | 1.897 |
| Des de 1962: població sense dobles comptes |      |      |      |       |       |       |

## Administració
| Període | Identitat          | Partit |
| ------- | ------------------ | ------ |
| 2001-   | Pierre-Jean Théron | UMP    |

## Agermanaments
- Prizzi